# Poecilia sulphuraria
Espèce
Statut de conservation UICN

 EN  : En danger
Le molly soufre (Poecilia sulphuraria), connu localement sous le nom vernaculaire de Molly del Teapa, est une espèce de poissons de la famille des Poéciliidés.

## Répartition
Il est endémique du Mexique, plus précisément à la Baños del Azufre près de Teapa, Tabasco. Le Baños del Azufre constitue un biotope sulfuré qui contient de fortes concentrations de sulfure d'hydrogène toxique (H2S).

## Description
Le molly del Teapa a apparemment développé la capacité à tolérer ces conditions toxiques, mais malheureusement, classé en espèce menacée par l'IUCN en liste rouge, il est considéré comme en voie de disparition pour l'instant.
Cette espèce a été découverte en 1948 et est rarement rencontrée dans le système hydrologique de Grijalva, au Mexique. Le mâle et la femelle peuvent atteindre jusqu'à 5 cm de longueur. Le mâle a le dos noir, le ventre blanc et les flancs un peu jaune. La femelle diffère par ses flancs qui sont blancs contrairement à ceux du mâle.